# 京四郎與永遠的空
《京四郎與永遠的天空》是介錯所創作的日本漫畫作品。單行本全3卷。
2007年改編成電視動畫。

## 概要
本編是採用「明星系統」，很多作者前作的人物、道具、機器（如《圓盤皇女》、《神無月巫女》、《鋼鐵天使》的名字和外觀），重新組織再以嶄新的背景創作的作品，和CLAMP的《TSUBASA翼》相近的概念：就是會見到很多外觀和名字跟舊人物（包括已死的人）相似的新人物，卻有全新的性格和行為特徵，有很重的轉世的味道。
本編是未來世界假想中的學園都市中，在上次天使大戰後十年，重建城市中年青人的相遇發展的戀愛和戰爭冒險故事。

## 故事簡介
故事發生在一所著名的學園，它由眾多的學校組合而成。主人翁——白鳥空，是一位沉醉在幻想中的少女，一直深信總有一天，有位「王子」會來拯救空空如也的她。 
隨著學園祭的到來，空和好友「梢」，不斷的討論著關於「最終舞會」的事。在這時，有位轉學生進來了這所學校，他便是本作男主角——綾小路 京四郎

空在第一次遇上京四郎時，便被京四郎突如其來的「扒衣」，然後他說了一句「跟我走吧，一起。」——這和空所幻想的王子所說的台詞一樣，但她卻拔腿就跑。

隨著時間慢慢流逝，空知道了自己的身分，同時也捲入了一場暴風中……

## 登場人物
注意：本表中文譯名並非官方版本，而是網路上約定俗成的稱法。
白鳥空（配音員：矢作紗友里）
普通的女高中生，總覺得現實生活與自己格格不入...
是一個會不斷寫信給自己在夢中出現的王子，充滿浪漫情懷的女生。目前心儀夢中王子相像的京四郎，一夜(王子)稱呼空為"我可愛的雪洛".......
其實真正的身份是第五位絕對天使──華爾迪西亞的心，她被分成四个碎片：歌音、刹那、塔鲁洛、華爾蒂西亚。
綾小路京四郎（配音員：小西克幸、佐藤利奈（幼年））
綾小路家的第四個兒子，外貌與小空夢中出現的王子幾乎一模一樣。繼承亡兄(綾小路一夜)的遺志，為了和平而戰鬥。他的使命是要收回所有的絕對天使，然後再加以破壞。但其遺志並非如此。喜欢空，是刹那的主人。
刹那（配音員：松岡由貴）
絕對天使中的右手──庫拉烏索拉斯，空比喻外貌有如一個從城堡裏逃走出來的公主般的美少女，擁有如祖母綠般的眼睛，如雪一樣的肌膚和絲綢般的金色髮絲。她深深地喜歡京四郎，為了京四郎甚麼都愿意做。是京四郎的劍。
歌音（配音員：川澄綾子）
絕對天使中的左手──从雲。東月風魔女學園的學生，經常陪著日美子，喜欢日美子，是綾小路三華的劍。空比喻剎那是公主，她就像一名女王。
日美子（配音員：下屋則子）
東月風魔女學園的學生，經常陪著歌音，也喜欢歌音。
綾小路三華（配音員：田中敦子）
綾小路家的長女(第三個女兒)，綾小路京四郎的姊姊，東月風魔女學園的學生會會長、東方學生會聯盟的統帥，有強大的權力和人脈，也是从雲的主人，喜欢从云，而三華稱呼一夜為「惡魔」。最後在第9集被綾小路一夜殺死。
塔魯洛（配音員：望月久代）
絕對天使中的雙腳──巴多拉斯，綾小路蒼二朗的劍。
綾小路蒼二朗（配音員：岸祐二）
綾小路家的次子，是一名彪形大漢，有超強耐久力。不過真正的實力是超卓的人望和頭腦。是塔鲁洛的主人
大神仁（配音員：間島淳司）
機動風紀隊長，和京四郎同年。
華爾蒂西亞（配音員：緒方惠美）
絕對天使中的容器(白鳥空)的灵魂──梅金吉爾德，是已經遭受到破壞的絕對天使。
綾小路一夜（配音員：成田劍）
綾小路家的長子，京四郎的大哥以及模仿對象，是個什麼都會的天才，曾跟蹤爺爺—綾小路靈太郎參加絕對天使的研究計劃，試圖阻止大崩解而死亡，在第8集的時候出現並且回收絕對天使的碎片，且成為最完美的"絕對天使"。
常講「強大」、「溫柔」、「美麗」，且認為自己是最強大的。京四郎總是認為「哥哥是在保護我們、拯救全世界」。

## 出版書籍
| 卷數 | 富士見書房     | 富士見書房             | 台灣角川      | 台灣角川               |
| 卷數 | 發售日期       | ISBN                   | 發售日期      | ISBN                   |
| ---- | -------------- | ---------------------- | ------------- | ---------------------- |
| 1    | 2006年10月28日 | ISBN 4-04-712469-9     | 2007年5月22日 | ISBN 978-986-174-347-9 |
| 2    | 2006年12月28日 | ISBN 4-04-712477-X     | 2007年9月11日 | ISBN 978-986-174-461-2 |
| 3    | 2007年8月9日   | ISBN 978-4-04-712506-3 | 2008年4月10日 | ISBN 978-986-174-667-8 |

## 電視動畫

### 製作人員
- 原作 - 介錯（富士見書房）
- 監督 - 柳澤哲也
- 系列構成、脚本 - 植竹須美男
- 人物設計、總作画監督 - 藤井まき
- 設計工作 - まさひろ山根
- 道具設計 - 宮豊
- 美術監督 - 飯島寿治
- 色彩設計 - 日比野仁、渡辺康子
- 攝影監督 - 沢直人
- 編輯 - 櫻井崇
- 音樂 - 窪田ミナ
- 音響監督 - 岩浪美和
- 製作人 - 武智恒雄、川瀬浩平、紅谷佳和、納谷僚介、中川忍
- 總製作人 - 日高功
- 動畫製作人 - 吉田勇樹
- 動畫製作 - TNK
- 製作 - 『京四郎と永遠の空』製作委員会（東芝娛樂、KLOCKWORX、Geneon Entertainment、AT-X、STUDIO MAUSU、TNK）

### 主題曲
片頭曲：
作詞、作曲：rino / 編曲：海星響 / 歌：CooRie
片尾曲：
作詞：兒玉沙織 / 作曲、編曲：小高光太郎 / 歌：Ceui

### 各話列表
| 話數 | 日文標題 | 中文標題       | 分鏡            | 演出       | 作画監督                       | 播出日期      |
| ---- | -------- | -------------- | --------------- | ---------- | ------------------------------ | ------------- |
| 1    |          | 永遠的空       | 柳澤哲也        | 柳澤哲也   | 塩川貴史                       | 2007年 1月5日 |
| 2    |          | 三華月百夜     | 柳澤哲也        | 室谷靖     | 石橋有希子                     | 1月12日       |
| 3    |          | 跳舞旋轉的螺旋 | 喜多谷充        | 松澤建一   | 成川多加志                     | 1月19日       |
| 4    |          | 戀螢           | 室谷靖 柳澤哲也 | 小林浩輔   | 小林多加志                     | 1月26日       |
| 5    |          | 接吻洗禮       | 高本宣弘        | 柳伸亮     | 大河原晴男                     | 2月2日        |
| 6    |          | 夢的盡頭十字路 | 久保太郎        | 久保太郎   | 森前和也 野口孝行 石橋有希子   | 2月9日        |
| 7    |          | 徬徨的哀歌     | 葛谷直行        | 佐々木皓一 | 中島美子                       | 2月16日       |
| 8    |          | 時間的覺醒     | 室谷靖          | 田中一     | 松浦仁美 田畑アキラ 成川多加志 | 2月23日       |
| 9    |          | 少女未完成     | 湖山禎崇        | 小林浩輔   | 渡辺伸弘                       | 3月2日        |
| 10   |          | 天使的牢獄     | 高本宣弘        | 城所聖明   | 李政權                         | 3月9日        |
| 11   |          | 天使迴廊       | 久保太郎        | 寺沢伸介   | 清水勝祐                       | 3月16日       |
| 12   |          | 永遠的空       | 柳沢テツヤ      | 柳沢テツヤ | 藤井まき                       | 3月23日       |

### 播放電視台
| 播放地區   | 播放電視台   | 播放日期               | 播放時間             | 聯播網         | 備註                  |
| ---------- | ------------ | ---------------------- | -------------------- | -------------- | --------------------- |
| 日本全国   | AT-X         | 2007年1月5日 - 3月23日 | 星期五 13:30 - 14:00 | CS放送         | 參與製作委員会 有重播 |
| 神奈川縣   | 神奈川電視台 | 2007年1月6日 - 3月24日 | 星期六 25:30 - 26:00 | 独立UHF局      |                       |
| 埼玉縣     | 埼玉電視台   | 2007年1月8日 - 3月26日 | 星期一 25:30 - 26:00 | 独立UHF局      |                       |
| 千葉縣     | 千葉電視台   | 2007年1月8日 - 3月26日 | 星期一 26:10 - 26:40 | 独立UHF局      |                       |
| 兵庫縣     | SUN電視台    | 2007年1月8日 - 3月26日 | 星期一 26:10 - 26:40 | 独立UHF局      |                       |
| 中京廣域圈 | 名古屋電視台 | 2007年2月16日 - 5月4日 | 星期五 28:15 - 28:45 | 朝日電視台系列 |                       |

## 外部連結
- 動畫官方網站 （页面存档备份，存于）（日語）
- 網路廣播節目 （页面存档备份，存于）（日語）